# Jessica Canseco
Jessica Canseco (nacida Sekely; Ashland, Ohio, 4 de diciembre de 1972) es una modelo, conocida como la exesposa del exjugador de béisbol José Canseco. Se conocieron mientras ella trabajaba como mesera en Hooters. Se casaron el 27 de agosto de 1996 y se divorciaron en 1999. Su hija, Josiphene Marie Canseco, apareció con su padre en el documental de A&E Network, José Canseco: Last Shot. Publicó su autobiografía: Juicy: Confessions of a Former Baseball Wife, e hizo una fotografía desnuda en Playboy. El 23 de junio de 2007, se casó con Garth Fisher en su mansión en Bel Air. Apareció en Getting It.